# Юйцзюлюй Датань
Юйцзюлюй Датань (кит.: 郁久閭大檀; д/н — 429) — 4-й історичний жужанський каган у 414—429 роках.

## Життєпис
Праонук вождя жужан Дісуюаня. Син Пухуня. 414 році невдовзі після повалення кагана Хулюя вступив у боротьбу за владу з Булучженєм, якому завдав поразки, захопив у полон й стратив. Потім захопив й стратив іншого претендента — Шебу, сина Шелуня.
Прийняв ім'я Моуханьхешенгай-каган (Переможний каган). Невдовзі відновив війну проти вейського імператора Мін-юань-ді. Взимку каган повів війська для набігу на прикордонні землі, але імператор зустрів його з військом. Напочатку 415 року Датань став відступати, вейський шанянхеу Дасі Цзінь намагався наздогнати кагана, але не зміг, а його вояки обморозили пальці. В подальшому жужанський каган зберігав мир з імперією Вей. 417 року Датань зміцнив відносини з Північною Янь, відправив данину у 3 тис. коней і 10 тис. овець. Водночас почав сутички з державою Юебань на заході.
У 423 році після смерті Мін-юань-ді відновив військові дії. Спочатку напав на командирство Юньчжун. В наступні місяці імператор Тай У-ді атакував жужанів, але каган зумів оточити супротивника, розчинивши його військо на 50 частин. Втім не зміг здолати ворога, відступивши у степ. Спроба вейської армії переслідувати жужанів наштовхнулася на партизанські дії, що змусили Тай У-ді повернутися до себе.
У 425 році 5 вейських армій виступило проти Жужанського каганату. Перша армія пінван'яна Чайсунь Хая йшла через Чорні піски, друга армія жуінь-гуна Чайсунь Даошена йшла південним шляхом, третя армія на чолі з імператором йшла в центрі, четверта армія Еціна йшла через Ліюань, п'ята армія Кігяня йшла через гори Ерхань. Загони жужанів відступили. В цей час Тай У-ді отримав звістку про намір держави Рання Сун атакувати його володіння. Тому вирішив відступити.
У 427 році каган поновив війну, розраховуючи на допомогу держави Ся. Втім не мав значного успіху. 428 року після замирення Ся з Вей опинився наодинці. 429 року в битві біля річки Сушуй Піло, брата Датаня, зазнав нищівної поразки від вейського пінван'яна Чайсунь Хая. Датань відступив на захід. Вейська армія, пройшовши 1850 км, не могла наздогнати основні сили жужанів. Дійшовши до Байкалу на сході, Чжан'ешуя на заході, Яньжаньшаня на півночі, вейський імператор знищив і полонив багатьох жужанів, захопив близько 1 млн голів худоби. Вожді над 300 тис. осіб визнали зверхність імперії Вей. Лише побоювання вейського імператора рухатися північніше врятувало даганя, який розташовувався неподалік, про що Тай У-ді тоді ще не знав.
Невдовзі каган помер. Йому спадкував син Юйцзюлюй Уті.